# ボーディングスクール
概要

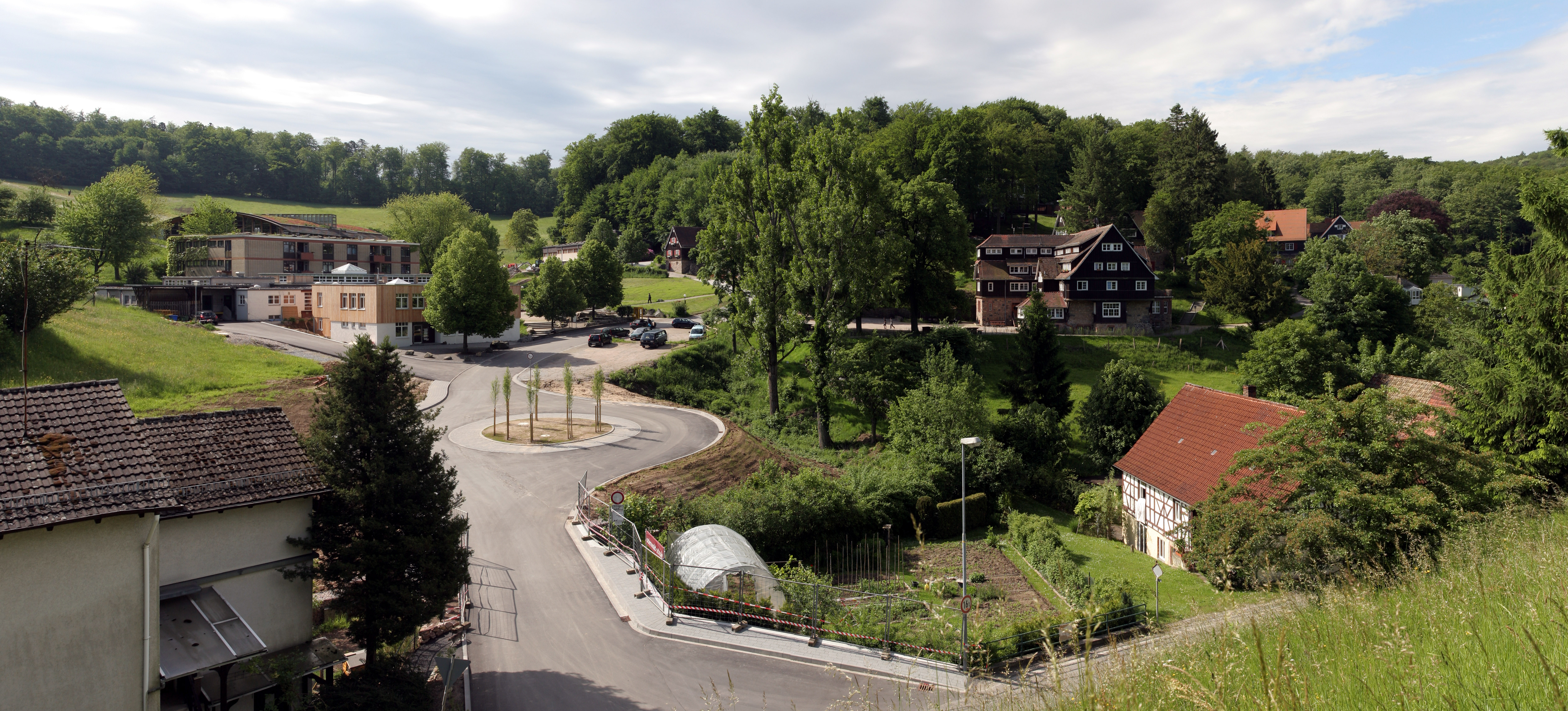
オーデンヴァルトシューレ（ドイツ）

ボーディングスクール（英語: Boarding School）は、全寮制の寄宿学校。ボーディング (英: boarding) とは「寄宿、下宿生活」を意味する言葉で、両親や家族と離れ、寮生活において学業のみならず心身共に修養し、規則、礼儀、自立心、コミュニケーション能力を養成する。授業は少人数で行われることが特徴である。日本語では寄宿学校（きしゅくがっこう）とも訳す。
フィニッシングスクールは、良家の女子が社交界デビューに備える行儀作法の為の学校であり、これとは区別しなくてはならない。
王侯貴族の子息が多数在学、卒業する教育機関でもある。

## 歴史
現代に続くボーディングスクールの祖は15世紀から16世紀にかけて英国で創設された寄宿制学校である。（現存する世界最古かつ英国最古のボーディングスクールは597年創設のカンタベリーのキングズ・スクールである。）英国の寄宿学校の制度は英国と所縁の深い米国や豪州にも受け継がれていった。18世紀の第4四半期には米国でも数多くの寄宿制学校が創設され始めた。（現存する米国最古のボーディングスクールは1778年創設のフィリップス・アカデミーである。）また、19世紀末にヘルマン・リーツが英国の寄宿教育に習いドイツに田園教育舎と呼称される数多くの寄宿制教育機関を創設した。19世紀末以降スイスでも寄宿学校が創設され始めた。（現存するスイス最古のボーディングスクールは1880年創設のル・ロゼである。）こうした実践を模範とする教育機関は、アメリカ合衆国、オーストリア等に多数存在する。

## 各国のボーディングスクール

### スイス
スイスのボーディングスクールは世界各国の学生・教師により構成され国際性が高い。
スイスのボーディングスクールが創設されたのは、他国のボーディングスクールの創設より後年である。英国方式とアメリカ合衆国方式の両方を採用するなど、多様なカリキュラムを導入することを特色とする（イギリスではイギリス方式、アメリカ合衆国ではアメリカ合衆国方式しか原則として選択肢が無い）。
- ル・ロゼ (Le Rosey）
- ボー・ソレイユ・カレッジ  (College Alpin Beau Soleil）
- エコール・ド・ユマニテ (École d’Humanité）
- エイグロン・カレッジ (Aiglon College）
- コレージュ・デュ・レマン (Collège du Léman）
- レザンアメリカンスクール (Leysin American School）
- タシス・アメリカン・スクール
- セント・ジョージズ・インターナショナル・スクール
- ヌーヴェル
- シャントメルレ
- コレージュ・シャンピテ
- インスティテュート・モンタナ・ツーゲルベルク
- インスティテュート・モンテ・ローザ
- ブリヤモン・インターナショナル・スクール
- インスティテュート・アウフ・デム・ローゼンベルク
- ル・リージェント・クラン・モンタナ・カレッジ

#### スイス低年齢寄宿学校
- プレフルーリ (Pré Fleuri) 3歳〜
- ラ・ガレン (La Garenne École Internationale) 4歳〜

#### 在スイス日本人専用寄宿学校
- スイス公文学園高等部（Kumon Leysin Academy of Switzerland）

### ドイツ
- オーデンヴァルトシューレ

### イギリス
イギリスのパブリックスクールはボーディングスクールの典型である。学生の多くは卒業後、オックスフォード大学やケンブリッジ大学といった名門高等教育機関へ進学することから、エリート・知識階級を養成する教育機関として考えられている。
- キングズ・スクール（597年創設）
- ウィンチェスター・カレッジ（1382年創設）
- オスウェストリー・スクール（英語版）（1407年創設）
- イートン・カレッジ（1440年創設）
- ラグビー・スクール（1567年創設）
- ハロウ・スクール（1572年創設）

英国ウェールズ地方で日本人学生を受け入れているボーディングスクールとしては、以下が挙げられる。
- アトランティック・カレッジ
- クライストカレッジ・ブレコン

#### 世界唯一のアート＆デザイン専科の寄宿制インターナショナルスクール
- ロンドン国際芸術高校（ISCA）

### アメリカ合衆国
授業は少人数で行われ、主に対話形式によるディベートの授業が行われる。アメリカ合衆国の上流階級子弟の多くは、親元を離れてボーディング・スクールで学ぶ傾向にある。近年では諸外国（特に新興国）から、政界・財界のトップクラス及び富裕層が、子息を質の高い教育を受けさせ、また政財界における人脈を構築することを目的としてアメリカ合衆国のボーディングスクールに留学させる傾向がある。
特に有名なボーディングスクール10校を総称して10スクール (The Ten Schools) という。
19世紀末から20世紀末まで、先住民に対しては、すべて「インディアン寄宿学校」という、インディアンのみを対象としたボーディングスクールへの入学が徹底強制され、民族浄化の手段に活用された。「カーライル・インディアン工業学校」はその第一号である。

#### ザ・テン・スクールズ
- フィリップス・アカデミー
- フィリップス・エクセター・アカデミー
- ディアフィールド・アカデミー
- ザ・ローレンスビル・スクール
- ザ・ヒル・スクール
- セント・ポールズ・スクール
- ザ・ルーミス・チャフィー・スクール
- チョート・ローズマリー・ホール
- ザ・タフト・スクール
- ザ・ホチキス・スクール

#### 他の著名なボーディングスクール
- マーサーズバーグ・アカデミー
- HPA（ハワイ・プレパラトリー・アカデミー）
- エピスコパル・ハイスクール
- ザ・ストーム・キング・スクール
- セント・アンドリューズ・スクール
- セントジョンズベリーアカデミー
- クッシングアカデミー

#### インディアン寄宿学校
- カーライル・インディアン工業学校

### カナダ
過去に先住民寄宿学校が存在したが廃校となっている。
現在はCAIS カナダ私立学校協会 (Canadian Accredited Independent Schools) 加盟96校の内、29校が主なボーディングスクールである。
CAIS加盟校は、IB・A level・APのいづれかである
基本は英語だが、地域によってはフランス語も必需科目。
学校によっては、赤いライオン、緑のヘビなどの4種類の色分けチームで年間を通してポイントを競うハウスシステムがある。
Prefectと呼ばれる監督生が生徒の中から選出される。
カナダ国籍、アメリカ国籍、留学生で学費が違い、また、デイとボーディングで費用が違う。以下29校で日本国籍の場合、留学生学費+ボーディングの費用となる。
（ホームステイでのデイは不可、両親とカナダ在住者に限りデイが許可されることが一般的である）
- アルバート・カレッジ（英語版）（Albert College）
- アップルビー・カレッジ（英語版）（Appleby College）
- アシュベリー・カレッジ（英語版）（Ashbury College）
- アソール・マレー・ノートルダム（英語版）（Athol Murray College of Notre Dame）
- バルモラルホール・スクール（英語版）（Balmoral Hall School）
- ビショップ・カレッジ・スクール (Bishop’s College School)
- ビショップ・ストラチャン・スクール（英語版）（The Bishop Strachan School）
- ブランクサム・ホール（英語版）（Branksome Hall）
- ブレントウッド・カレッジ・スクール（英語版）（Brentwood College School）
- グレンライオン・ノーフォーク・スクール（英語版）（Glenlyon Norfolk School）
- ヘイバーガル・カレッジ（英語版）（Havergal College）
- キングス・エッジヒル・スクール（英語版）（King's-Edgehill School）
- レイクフィールド・カレッジ・スクール（英語版）（Lakefield College School）
- ピカリン・カレッジ（英語版）（Pickering College）
- クイーン・マーガレット・スクール（英語版）（Queen Margaret's School）
- リドリー・カレッジ（英語版）（Ridley College）
- ロッソー・レイク・カレッジ（英語版）（Rosseau Lake College）
- ローゼイ・ネザーウッド・スクール（英語版）（Rothesay Netherwood School）
- シャウニガン・レイク・スクール（英語版）（Shawnigan Lake School）
- セント・アンドリュ・カレッジ（英語版）（St. Andrew's College）
- セント・ジョージ・スクール（英語版）（St. George's School）
- セント・ジョン・キルマーノック・スクール（英語版）（St. John’s-Kilmarnock School）
- セント・ジョン・レイブンズコート・スクール（英語版）（St. John's-Ravenscourt School）
- セント・マーガレット・スクール（英語版）（St. Margaret's School）
- セント・ミシェル・ユニバーシティ・スクール（英語版）（St. Michaels University School）
- スタンステッド・カレッジ（英語版）（Stanstead College）
- トラガルファー・キャッスル・スクール（英語版）（Trafalgar Castle School）
- トリニティ・カレッジ・スクール（英語版）（Trinity College School）
- アッパー・カナダ・カレッジ（英語版）（Upper Canada College）

CAIS加盟で寮はないデイスクール67校の一部。
- ローワー・カナダ・カレッジ (Lower Canada Collège)

また、近年は、CAIS以外にも全寮制の私立校、インターナショナルスクールも開校されている
- UWCピアソン・カレッジ（UWC Pearson College）
- ボドウェル・ハイスクール（英語版）（Bodwell High School）
- ブルックス・ウェストショア（Brookes Westshore）

### オーストラリア
- ジーロング・グラマー・スクール（英語版） (Geelong Grammar School)
- ザ・ジーロング・カレッジ（英語版） (The Geelong College)

### ニュージーランド
- ワンガヌイ・コレジエイト・スクール（英語版） (Whanganui Collegiate School)

### 香港
- ハロウ・インターナショナル・スクール香港 (Harrow International School Hong Kong) 哈羅香港国際学校
  - イギリスのハロウ・スクールの香港分校。

### 中国
- ハロウ・インターナショナル・スクール北京 (Harrow International School Beijing) 北京哈羅国際学校
  - イギリスのハロウ・スクールの中国・北京分校。

### タイ
- ハロウ・インターナショナル・スクール　バンコク (Harrow International School Bangkok)
  - イギリスのハロウ・スクールのタイ・バンコク分校。

### マレーシア
- エプソムカレッジ・マレーシア （英語版） (Epsom College in Malaysia)
- マルボロカレッジ・マレーシア (Marlborough College Malaysia)
- キングヘンリー8世カレッジ・マレーシア（英語版） (King Henry VIII College Malaysia)

### ヨルダン
国王アブドゥッラー2世の要請により、2007年秋、中東において初となる男女共学のボーディングスクールが創設された。国王の母校であるアメリカ合衆国ディアフィールド・アカデミーに習い、全校生徒の約半数に奨学金を与えている。授業は、主に英語で行うが、アラビア語は必修科目である。
- キングス・アカデミー

### アラブ首長国連邦
- リプトンスクールドバイ（英語版）（Repton School Dubai）
- スイスインターナショナル・サイエンティフィック・スクール（英語版）（Swiss International Scientific School in Dubai）

### ロシア
- ブルックス・モスクワ（Brookes moscow）
- レトボスクール（英語版）（Letovo School）

### 日本

#### 英語公用語
- 国際高等学校（NUCB International College）
- ラグビー・スクール・ジャパン（Rugby school Japan）
- ハロウ・インターナショナルスクール・ジャパン（Harrow International School Japan）
- ユナイテッド・ワールド・カレッジISAKジャパン（UWC ISAK JAPAN）
- 白馬インターナショナルスクール (Hakuba International School)
- 神石インターナショナルスクール (Jinseki International School)

#### 日本語公用語
- 札幌聖心女子学院中学校・高等学校
- 函館ラ・サール中学校・高等学校
- 不二聖心女子学院中学校・高等学校
- 海陽中等教育学校
- 学校法人日生学園
- 国際高等専門学校